# Lilla ententen

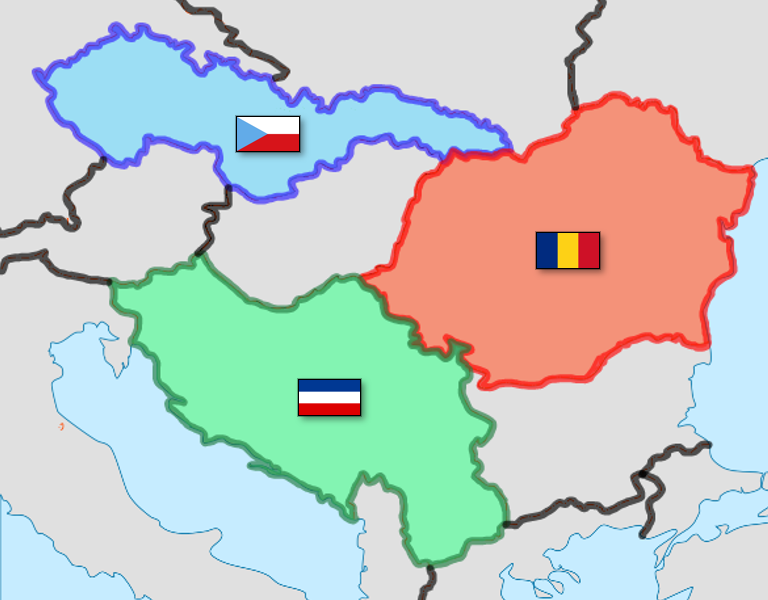
Tjeckoslovakien, Rumänien och Jugoslavien

Lilla ententen var en allians mellan Tjeckoslovakien, Rumänien och Jugoslavien, även genom vissa fördrag lierade med Polen. Drivande bakom dess tillkomst var främst den tjeckoslovakiske politikern Edvard Beneš och rumäniern Take Ionescu.
14 augusti 1920 ingick Tjeckoslovakien och Jugoslavien ett försvarförbund riktat mot Ungern, som liksom Österrike drabbats hårt av Versaillesfreden. Det andra fördraget mellan Tjeckoslovakien och Rumänien följde 23 augusti 1921, efter kejsar Karl I av Österrikes kuppförsök, och det tredje fördraget ingicks 7 juni 1921 mellan Jugoslavien och Rumänien. Efter exkejsar Karls andra kuppförsök i oktober 1921 var det Lilla ententen som genom påtryckningar förmådde Ungern att i lag fastslå huset Habsburgs detronisering och landsförvisning.
Lilla ententens främsta uppgift var att med stöd av Frankrike undertrycka alla rörelser, som syftade till ett återuppståndet Österrike-Ungern, vilket fastslogs i ett traktat 31 augusti 1922 i Marienbad mellan de te länderna, och underströk ytterligare genom en militär konvention samma år mellan Tjeckoslovakien och Jugoslavien.
Redan omkring 1926 började Lilla ententen att försvagas, inte minst genom István Bethlens allians med det fascistiska Italien. Över huvud taget kom Italiens utrikespolitik i stort att riktas mot att undergräva Lilla ententens prestige. Lilla ententens opposition mot Anschluss kom att sakna all betydelse. Försök att ersätta lilla ententen med en Donaukonfederation kom att misslyckas.
Alliansen kom i första hand att gå ut på att importera och exportera mat mellan de tre länderna. Den lilla ententen stöddes av Storbritannien och Frankrike, som även garanterade länderna skydd i fall det skulle bli krig. Lilla ententen upplöstes 1938.